# Il cantico di Maddalena
Il cantico di Maddalena è un film biografico del 2011 diretto da Mauro Campiotti sulla vita di Maria Maddalena dell'Incarnazione, al secolo Caterina Sordini, nata a Porto Santo Stefano il 16 aprile 1770, fondatrice delle monache adoratrici perpetue del Santissimo Sacramento.

## Trama
Il film racconta la vita di Caterina Sordini in gioventù ragazza ricca e bella che, promessa sposa all'età di 16 anni, preferisce al matrimonio la vita monastica. Entra in convento ricevendo l'abito religioso nel 1779 e diventa badessa giovanissima nel 1802 a soli 32 anni.
La sua vita fu accompagnata da una serie di fenomeni straordinari e da un crescente fervore di vita spirituale fino alla creazione della prima casa delle adoratrici perpetue del Santissimo Sacramento. La vita monastica di Madre Maria Maddalena sarà assai particolare e coinciderà con l'esplodere della Rivoluzione francese.
Durante l'occupazione francese di Roma, Madre Maria Maddalena verrà processata, accusata di essere spia e prostituta, la Congregazione fu sciolta, e lei fu mandata in esilio, prima a Porto Santo Stefano e poi a Firenze. Il Papa verrà deportato in Francia e Caterina temette di perdere tutto ciò che aveva creato. Lotterà per tornare a Roma per finire la sua missione spirituale, lasciando una fama di santità e di fenomeni straordinari che l'avevano accompagnata per tutta la vita.

## Produzione
A proposito della genesi e dello sviluppo del film, il regista Mauro Campiotti, ricordando la sua prima visita nel monastero delle adoratrici perpetue presso San Leo, ha affermato: «Parlavano di madre Maddalena con stima profonda, devozione infinita e gratitudine immensa. Per loro Caterina Sordini è viva. Ancora le campane e loro di nuovo in ginocchio. Preghiera e adorazione. Feci il segno della Croce, rimasi lì a guardare il Santissimo illuminato come non avevo mai visto prima. Non ricordo cosa gli chiesi: certo paterna e paziente assistenza per affrontare il ciclone che mi era piombato addosso. Un ciclone fatto di suore sorridenti, bizzarre e amorevoli che avevano deciso con le loro sorelle americane di fare insieme il film sulla Madre. [...] Il film è diventato una realtà, ed è stato, per me un'avventura professionale e umana senza pari! Ora Caterina è anche per me una presenza viva, amica».